# Hoplotarache olivea
Hoplotarache olivea är en fjärilsart som beskrevs av Achille Guenée 1852. Hoplotarache olivea ingår i släktet Hoplotarache och familjen nattflyn. Inga underarter finns listade i Catalogue of Life.